# Panzerbüchse 39
Die Panzerbüchse 39 (auch Panzerabwehrbüchse 39) ist eine deutsche Panzerbüchse, die kurz vor dem Beginn des Zweiten Weltkriegs entwickelt wurde. Die Granatbüchse 39 ist eine Umrüstung der Panzerbüchse 39 zum Verschießen von Gewehrgranaten.

## Geschichte
Die Panzerbüchse 39 wurde als leichte Panzerabwehrwaffe bei den Schützenkompanien der Wehrmacht eingesetzt. Bereits 1940 im Westfeldzug wurde jedoch klar, dass die Durchschlagskraft für moderne Panzerungen nicht genügte. Völlig veraltet zeigte sich die Waffe schließlich im Krieg gegen die Sowjetunion. Um das an sich ausgereifte Konzept der Panzerbüchse jedoch nicht zu verwerfen, wurden viele Büchsen modifiziert, indem der Schießbecher des Karabiners 98k am gekürzten Lauf der Pz. B. 39 angebracht wurde.
Die Panzerbüchse 39 wurde in dieser Version bis ins Jahr 1942 genutzt; einige Pz. B. 39 wurden zu Granatbüchsen 39 umgebaut. Da aber der Leistungsvorteil gegenüber dem Karabiner mit Schießbecher gering war, verschwand die Granatbüchse ab 1944 aus den Beständen der Schützenkompanien.

## Panzerbüchse 39
Die Pz. B. 39 wurde als vereinfachte Panzerbüchse 38 konstruiert; um den Verschluss zu öffnen, drückt der Schütze das Griffstück nach vorn unten. Hierdurch wird der Verschlussblock abgesenkt und eine eventuell im Patronenlager befindliche Hülse ausgeworfen. Nach dem Einlegen der Patrone zieht der Schütze das Griffstück wieder in seine Ausgangslage, wodurch der Verschluss hochgleitet und der innenliegende Schlaghahn gespannt wird.
Die Pz. B. 39 verfügt über eine Mündungsbremse, um den Rückstoß zu mindern, der stärker ist als bei der Pz. B. 38, die einen Teil der Rückstoßenergie für den Ladevorgang aufwendet. Wie die Pz. B. 38 ist auch die Pz. B. 39 mit dem Zweibein des MG 34 und einem Tragegriff versehen. Die Schulterstütze lässt sich unter das Verschlussgehäuse klappen.

## Granatbüchse 39
Die Granatbüchse 39 ist eine Pz. B. 39, bei der der Lauf auf 590 mm gekürzt und an der Mündung mit dem Schießbecher (Kaliber 30 mm) versehen wurde. Das Zweibein wurde nach hinten versetzt und der Vorderschaft entfernt; eine neue Visierung – abgestimmt auf die zu verschießenden Gewehrgranaten – wurde montiert.
Mit der Granatbüchse 39 durfte nur die „Große Gewehrpanzergranate mit verbessertem Drallschaft“ verschossen werden. Der Verschuss aller anderen Gewehrgranattypen war strengstens verboten, da sie für den Gasdruck der starken Treibpatrone 318 nicht stabil genug konstruiert waren. Der verbesserte Drallschaft bestand aus einer speziell angepassten Bakelitmischung.
In den knapp fünf Monaten ihrer Fertigung wurden insgesamt 28.023 Granatbüchsen 39 hergestellt (1.416 Stück in 1942 und 26.607 Stück in 1943). Gegen Kriegsende betrug der Gesamtbestand lediglich noch 2.999 Stück. Die Leistung der schweren und unhandlichen Waffe übertraf auch mit der Zweibeinunterstützung die des Karabiners 98k mit aufgesetztem Gewehrgranatgerät kaum und rechtfertigte somit nicht die Produktion eines weiteren Waffentyps.
| Gesamtlänge                              | 1230 mm                                  |
| Gesamtmasse                              | 10,5 kg                                  |
| Gesamtbreite (Zweibein ausgeklappt)      | 550 mm                                   |
| Durchschlagsleistung Gewehrpanzergranate | 80 mm Panzerstahl bei 60° Auftreffwinkel |

## Munition

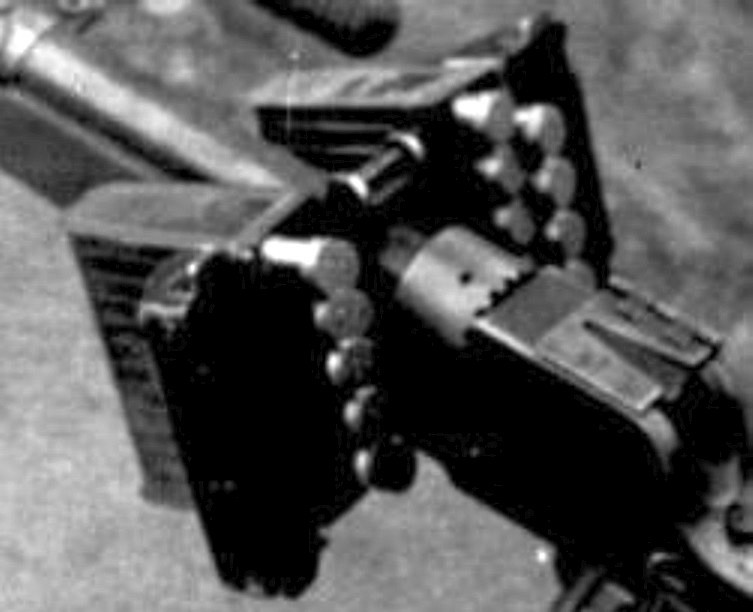
Patronenbehälter Pz. B. 38/39 an Pz.B.39

Die Waffen sind für die Patrone 318 (7,92 × 94 mm) eingerichtet; die normale Gefechtspatrone war mit einem Spitzgeschoss mit Hartkern, Leuchtspur und einer Reizgaskapsel versehen. Daneben standen Übungspatronen mit Spitzgeschoss ohne Leuchtspur und Reizgaskapsel sowie Platzpatronen mit Holzgeschoss zur Verfügung. Die Patronen wurden im „Patronenbehälter Pz. B. 38/39“, einem Blechkasten mit Klappdeckel, mitgeführt. Der Patronenbehälter fasste zehn Patronen und wurde auf dem Marsch paarweise in der „Tasche für Patronenbehälter Pz. B. 38/39“ am Koppel des Schützen getragen; beim Beziehen der Stellung sollten die Behälter dann aus den Taschen genommen und auf Schienen an beiden Seiten des Verschlussgehäuses aufgeschoben werden, sodass die Patronen sich in Griffweite des Schützen befanden.
Die Panzerbüchse hatte ein Kaliber von 7,92 mm, wobei die Hülse auf der Patrone 13,25 × 92 mm HR des Tankgewehrs M1918 basierte, um genügend Pulverraum für die Treibladung zur Verfügung zu haben. Die Durchschlagsleistung lag bei einem Auftreffwinkel von 60° bei 25 mm Panzerung auf 300 m Entfernung.

## Zubehör
Zum Tragen der Panzer- bzw. Granatbüchse diente der Gewehrriemen des Karabiners 98k; zur Reinigung das „Reinigungsgerät 34 lang“. Es entsprach dem RG34, das für den Karabiner verwendet wurde, enthielt aber eine längere Reinigungskette. Das Reinigungsgerät der Granatbüchse umfasste zusätzlich das des Schießbechers.

## Herstellung
In den Gustloffwerken wurden bis 1942 insgesamt 39.232 Panzerbüchsen 39 gebaut.